# Hundfiskar
Hundfiskar (Umbridae) är ett familj av ordningen gäddartade fiskar som består av tre släkten med tillsammans sju arter.

## Beskrivning och utbredning
Fiskarnas kropp är täckt av stora runda fjäll. Stjärtspolen har en avrundad form. Dessa 8 till 33 centimeter långa fiskar livnär sig av mindre ryggradsdjur, insekter, kräftdjur och blötdjur.
De har ett glest utbredningsområde i Nordamerika som omfattar Alaska, delstaten Washington, regionen vid de Stora sjöarna och floder som flyttar från Appalacherna till Atlanten. Dessutom finns en art, Ungersk hundfisk (Umbra krameri), som förekommer i Europa. Den lever i Donaus flodområde från Wien till flodmynningen. Hundfiskarnas habitat är mindre floder med många vattenväxter. På grund av att deras gälar inte kan täcka djurens behov av syre andas de även med hjälp av simblåsan. Hundfiskar lägger rommen på vattenväxter eller rötter som sedan bevakas av hanen.
Fossila hundfiskar hittades från eocen i Europa och från oligocen i Nordamerika.

## Släkten och arter
- Dallia  Bean, 1880.  3 arter
  - Dallia admirabilis  Chereshnev i Chereshnev & Balushkin, 1980 
  - Dallia delicatissima  Smitt i Nordenskiöld, 1881 
  - alaskasvartfisk (Dallia pectoralis)  Bean, 1880

- Novumbra  Schultz, 1929.  1 art
  - olympisk hundfisk (Novumbra hubbsi)  Schultz, 1929

- Umbra  Kramer i Scopoli, 1777.  3 arter
  - ungersk hundfisk (Umbra krameri)  Walbaum, 1792 
  - randig hundfisk (Umbra limi)  (Kirtland, 1841) 
  - dvärghundfisk Umbra pygmaea  (DeKay, 1842)